# توافق (نفس)
التوافـق (بالإنجليزية: ADJUSTMENT)‏ هو تعديل الكائن البشري لسلوكه بحيث يتلاءم مـع الظـروف الخارجية ويشمل التوافق نواحي عـدة منهـا النـواحي البيولوجيـة والفيزيقيـة والسيكولوجية والاجتماعية، فالتوافق هـو المحـصلة النهائيـة لتفاعل الفرد مع البيئة وليس هناك بيئة من غير الأفراد ولا أفراد بدون بيئة

## تعريف التوافق

### تعريف التوافق لغة
توافقَ/ يتوافق، توافَُقًا، فهو مُتَوافِق،
• توافق مع مُتطلَّبات الحياة الجديدة: تكيَّف معها.
• توافقَت وجهاتُ النَّظر: تآلفت، انسجمت.
• توافقت أقوالُ الشُّهود: اتّفقت؛ تشابهت.
• توافقوا على الأمر/ توافقوا في الأمر: اجتمعوا فيه ولم يتخالفوا.
وعليه؛ فإن التوافق لغة يجمع معاني: التكيف والانسجام، والتآلف، والاجتماع.
وجاء في القاموس المحيط للفيروز آبادي: التوافق: الإتفاق والتظاهر، وإتفقا: تقاربا.

### تعريف التوافق اصطلاحًا
- عرّفه بخيت (1988): أنه «علاقة إيجابية يقوم بها الفرد متعمداً لتكون العلاقـة متناغمـة منسجمة مع البيئة المحيطة به وهذا ينطوي على قـدرة الفـرد علـى إدراك الحاجـات البيولوجيـــة والاجتماعيـــة والانفعاليـــة التـــي يعـــاني فيهـــا».

- عرّفه زهـران (1982): أنه «عملية دينامية مستمرة تتناول السلوك والبيئة الطبيعية والاجتماعية بالتغيير والتعديل حتى يحدث توازن بين الفرد وبيئته».[4]

## النظريات المفسرة للتوافق
- النظرية البيولوجية: أن عملية التوافق تعتمد على سلامة وظـائف الجسـم المختلفة، بمعنى انسجام وظائف الجسم أما حدوث أي خلل على مستوى الهرمونات ووظيفة من وظـائف الجسم يؤدي إلى حدوث مشكلات على مستوى التوافق ويحدث سوء التوافق.
- نظرية التحليل النفسي: يرى رواد هذه النظرية وعلى رأسـهم «سـيجموند فرويـد» أن عمليـة التوافـق لـدى لا فـرد غالبـا مـا تكـون لا شعورية بحكم أن الأفراد لا يعون الأسباب الحقيقية لكثير من سلوكاتهم فالشخص المتوافق هو الشخص الـذي باسـتطاعته اتبـاع المتطلبـات الضـرورية بوسـائل مقبولـة اجتماعيـا.
- النظرية السلوكية: أكـد رواد هـذه النظريـة إلـى أن التوافـق عمليـة مكتسـبة ومتعلمـة عـن طريـق الخبـرات التـي يمـر بها الفرد، والسلوك التوافقي يشتمل على خبرات تشـير إلـى كيفيـة الاسـتجابة لتحـديات الحيـاة والتـي يـتم مقابلتهـابالتعزيز أو التدعيم.
- النظرية الإنسانية: التوافـق يعنـي كمـال الفعاليـة وتحقيـق الـذات وأن سـوء التوافـق ينـتج عـن تكـوين الفرد لحكم مفهوم سالب عن ذاته.
- النظرية الاجتماعية: من روادها نجد [دنهام- ردليك- فريز- هولنجترهيد] ومنطلق هذه النظرية هو أن الفرد السوي هوالمتوافق مع المجتمع أي من استطاع أن يجاري قيم المجتمع وقوانينه.[5]

## خصائص التوافق[6]
1. التوافق عملية كلية: وتعني النظر إلى الإنسان كوحدة متكاملة في توافقه الداخلي مع نفسه، وتوافقه مع بيئته وسلوكه الخارجي.[7]
2. التوافق عملية تطويرية ارتقائية: وتعني أن حاجات الفرد التي يسعى لاشباعها من أجل أن يتحقق لديه التوافق متطورة بحسب مراحل نموه، وهي تترقى من الأهاف البسيطة إلى المعقدة.
3. التوافق عملية دينامية (مستمرة): سعي الفرد لتحقيق التوافق سلسلة متصلة من الصراع بين الذات والموضوع تنتهي بنتاج يسمى بالتوافق أحيانا أو سوء توافق في أحيان أخرى.[8]
4. التوافق عملية نسبية: فالتوافق مسألة نسبية معيارية زماناً ومكاناً ووظروفاً، فلا يوجد توافق تام.[9]

## مجالات التوافق
- التوافق الشخصي، الذاتي (قدرة الفرد على التوافق بين دوافعه المتصارعة توافقا يرضيها جميعا)
- التوافق الاجتماعي: (قدرة الفرد على عقد الصلات الاجتماعية التي يرضى الفرد عنها ويرضى عنها الأخرون)
- التوافق المهني: (الاختيار المناسب للمهنة والاستعداد علميا وتدريبيا لها والقدرة على الإنتاج والشعور بالنجاح)
- التوافق الدراسي: (النجاح في الدراسة والتحصيل العالي، من خلال مناسبة المناهج مع ميول الطلاب واتجاهاتهم)
- التوافق الزواجي: (الانسجام بين الزوجين والتفاهم والحب بينهم وتفادي المشكلات)
- التوافق الديني: (الالتزام الديني والقيام بالشعائر الدينية والشعور بالسعادة لهذا الالتزام)

## مواضيع ذات صلة
- توافق زواجي
- توافق نفسي
- توافق جنسي

## وصلات خارجية
التوافق النفسي 